# ジョン・タウェル
ジョン・タウェル（John Tawell、1784年 - 1845年）は、イギリスの殺人犯。電気通信通信技術の利用が逮捕につながった最初の人物である。
タウェルは、1814年に銀行券の偽造で有罪となってオーストラリアに追放されたが、仮出獄許可書 (Ticket of leave)を受け、シドニーで薬屋を始めた。彼は同地で成功し、富を築いて数年後にオーストラリアを去ってイングランドに戻った。
帰国後、タウェルはクエーカー教徒の女性と再婚した。1845年、情婦のサラ・ハート (Sarah Hart)に青酸を盛って毒殺した。浮気を知られてしまうことを恐れての犯行のようであった。タウェルは列車で犯行現場から逃走したが、警察は導入されたばかりの電信を使用し、列車が到着する前の目的地へ容疑者の特徴を送って逮捕を手配した。タウェルは駅を出る際に目撃され、翌日逮捕された。その後タウェルは有罪となり、絞首刑を宣告された。

## 前半生と犯罪歴
タウェルはロンドンで店員として仕事を始め、数年の間、クエーカー教会が所有する多くの企業で働いた。彼は（非クエーカー教徒の）女性メアリー・フリーマン (Mary Freeman)と交際した。これを理由に、タウェルはクエーカー教会から除名されたが、最終的にメアリーと結婚して2子をもうけた。
1814年、タウェルはアクスブリッジ銀行 (Uxbridge Bank)の偽造した銀行券を所持していた罪で訴えられた。これは死刑の可能性がある犯罪であった。しかし、アクスブリッジはクエーカー系の銀行だったので死刑には反対の立場で、醜聞が明るみに出ることも望まなかった。そこで、タウェルが有罪を認めれば刑が軽くなるよう関係者に働きかけた。その結果、判決はシドニーへの流刑14年に減刑された。タウェルは最終的に仮出獄許可を得て、商売に成功した。植民地であるオーストラリアで初の薬屋を開き、その他にも数多くの品を商いで扱った。1823年には家族がシドニーへやって来て再会を果たした。タウェルはオーストラリアで初めてとなるクエーカーコミュニティの設立にあたって影響力を発揮し、さまざまな慈善活動に取り組んで、名誉を回復した。
1838年にタウェル一家はロンドンに戻った。メアリーが結核を患っていたため、タウェルは看護師サラ・ローレンス (Sarah Lawrence、後にSarah Hartと改名)を雇いメアリーの世話をさせていた。しかし、メアリーは1838年12月に死亡した。1841年、タウェルは再婚したにもかかわらず、サラ・ハートと不倫関係になった。サラ・ハートとの間に2人の子が生まれ、タウェルは3人の妻子をスラウから1マイル離れたソルト・ヒル (Salt Hill)の家に住まわせ、週1ポンドの生活費を与えた。
1844年になると、タウェルの事業が深刻な財政難に陥った。彼は、当時静脈瘤の治療薬とされていた青酸入り薬剤を2瓶買い、1845年1月1日にソルト・ヒルのサラ・ハートを訪れた。家でビールをいっしょに飲み、その間に青酸を盛ってサラを毒殺した。彼女の死体はその晩のうちに見つかった。

## 電信による逮捕
サラが死亡する直前、クエーカー教徒に特徴的な黒い服を着た男が、彼女の家を立ち去るのが見られていた。警察はこの人物の足取りを追い、容姿に一致する人物がスラウ (Slough)駅で列車に乗り、ロンドンのパディントン駅に向かったことを突き止めた。
警察はすぐに、導入されたばかりの電信を使用し、「彼はクエーカーの服を着ている」("He is in the garb of a kwaker")、「足近くまで届くブラウンのコートを着て」("with a brown coat on, which reaches nearly to his feet")いるなどと容疑者のいでたちを詳しく説明した電文をパディントンに送り、逮捕を手配した。当時の二針式電信機は「Q」を含む一部のアルファベットを送信できなかったために、スラウの事務官は"Quaker"の"Q"の代わりに"kwa"と綴った。"Kwaker"の意味が理解されるまでに、何度も再送信を求められた。
列車がパディントンに到着したとき、鉄道警察の巡査部長ウィリアム・ウィリアムズが、プラットフォームから手配の容姿に一致する男（彼は実際にタウェルであった）を発見し、尾行した。彼はシヴィリアンの長いオーバーコートを着ていた。ウィリアムズがタウェルの後について乗り合いバスに乗りこんだところ、タウェルはウィリアムズを車掌と間違え、運賃として6ペンス硬貨1枚を差し出した。その後、タウェルはコーヒー店と下宿屋に行き、ウィリアムズは監視を継続した。翌朝、ウィリアムズはロンドン警視庁のウィギンス警部と一緒に戻ってきた。彼らは最終的に近くのコーヒー店でタウェルを逮捕した。

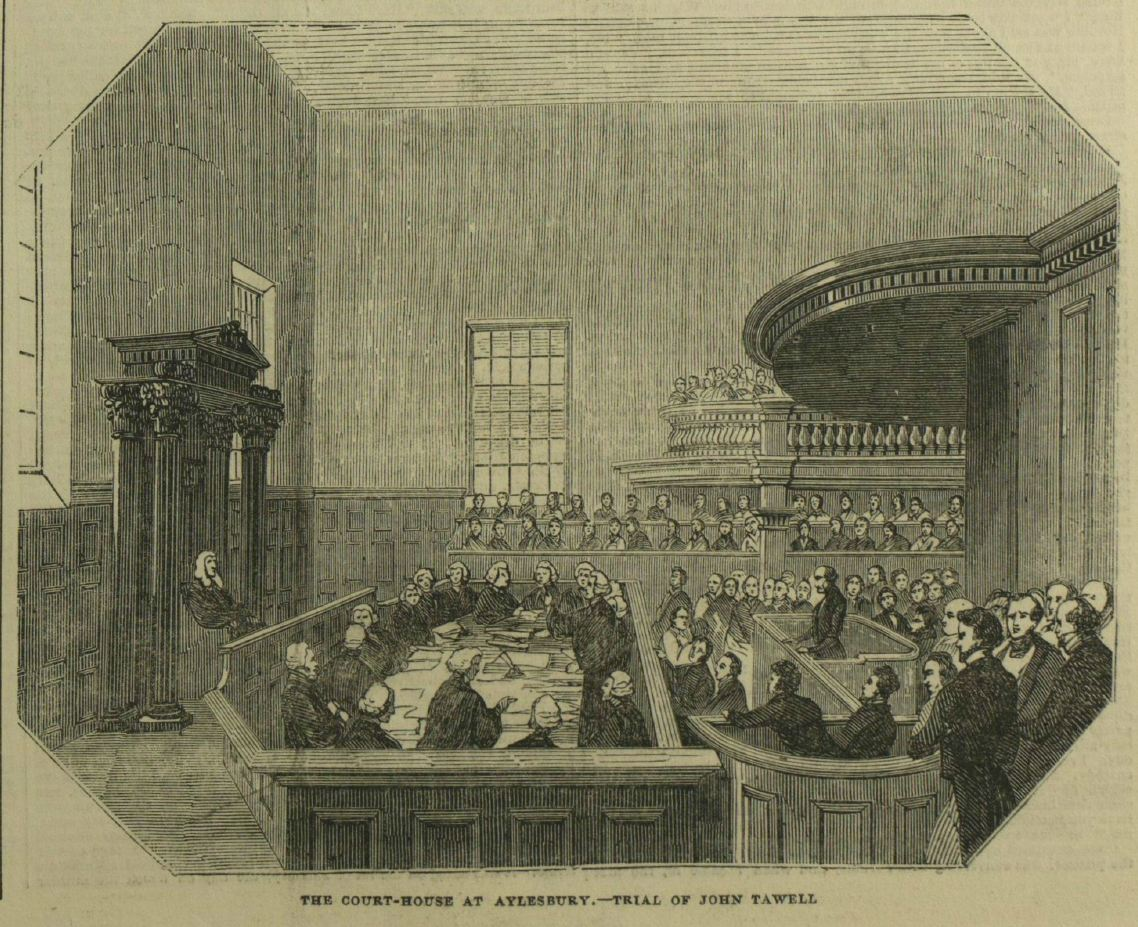
公判中のジョン・タウェル。エイルズベリー治安判事の法廷　『Illustrated London News』1845年3月15日 より

公判では、タウェルの暗い過去の歴史が明らかにされた。彼の弁護はサー・フィッツロイ・ケリー (Sir Fitzroy Kelly)が担った。弁護人はリンゴの大きな樽が一つ家の中にあったことを根拠に、サラ・ハートを死に至らしめた青酸は、彼女が食べたリンゴの種子に入っていたもので、これは事故だという主張を試みた。無謀な主張を展開したせいで、この著名な法廷弁護士は、その後死ぬまで「アップル・ピップ（リンゴの種子）」のケリー ("Apple-pip" Kelly)として知られることになった。タウェル自身も、サラが自ら服毒したと陪審に信じさせようとした。
タウェルはエイルズベリー・コートハウス (Aylesbury Courthouse)で有罪判決を受け、1845年3月28日にエイルズベリーのマーケット・スクエアで大勢の群衆が見守る中、公の場で絞首刑に処せられた。タウェルは自白を残して看守に渡したとされるが、これが公表されずじまいだったため、タウェルの有罪または無罪について、真偽不明のさまざまな噂が広がった。

## 事件の影響
この悪評の高かった事件によって、電信のめざましい効果が一般に注目されることとなった。情報の伝達や犯罪者の特定を迅速に行えるという利点が大いに実証され、その後すぐ、さらに広範囲に導入が進められた。タウェルの事件は、犯罪者が鉄道で犯行現場から逃亡を図った初めての殺人事件としても重要であり、青酸が意図的殺人に使用された最初の事件の1つでもあった。
タウェルの逮捕に使用された電信送信機と受信機は、ロンドンの科学博物館 (Science Museum)に保存されている。

## 文献
- James Dodsley (1846). Annual Register. pp. 365–378
- Nigel Wier, The Railway Police, AuthorHouse, 2011 ISBN 1467000272
- Carol Baxter, The Peculiar Case of the Electric Constable, Oneworld, London, 2013
- Jill Buckland, Mort's Cottage 1838-1988, Kangaroo Press, Kenthurst NSW, 1988.